# 米哈伊尔·谢尔盖耶维奇·科兹洛夫
米哈伊尔·谢尔盖耶维奇·科兹洛夫（羅馬化：Mikhail Sergeyevich Kozlov；1951年10月27日—）是俄罗斯政治人物，在米哈伊尔·叶夫多基莫夫遭遇意外去世后，被总统普京任命为阿尔泰边疆区代理行政长官。
他拥有俄罗斯联邦一级高级国家官员头衔。